# Ново-Никольское (Московская область)
Ново-Никольское — бывшее село на территории современного микрорайона Опалиха города Красногорска в Московской области России.

## История

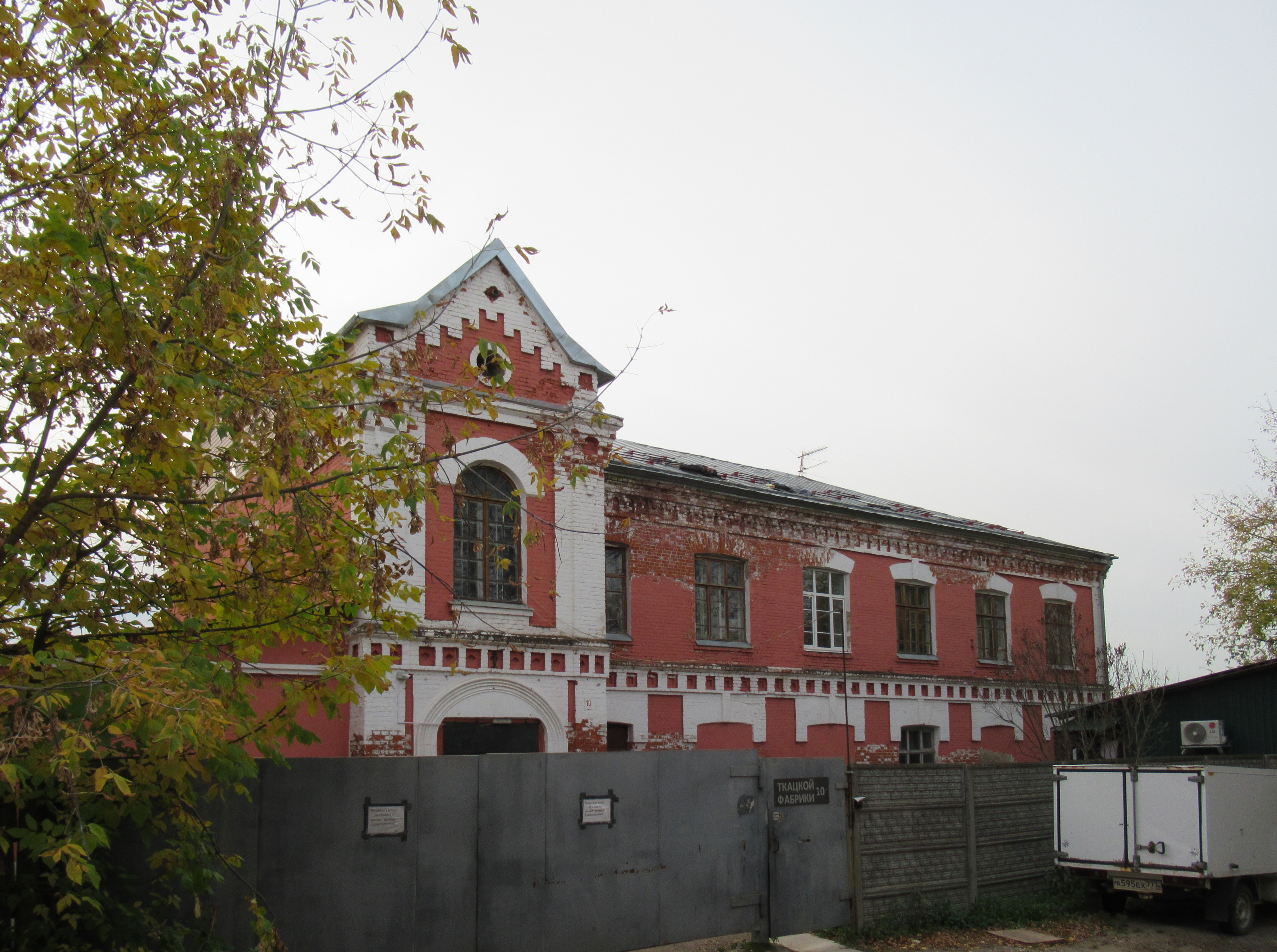
Общежитие для рабочих. Ново-Никольское, Красногорск. 2020 год.

Сельцо Ново-Никольское появилось в начале XIX века. Впервые сельцо упоминается в 1811 году в «Ревизских сказках». Со слов старожилов Ново-Никольского, их предки были привезены сюда из Пермской губернии или из Сибири.
Хозяином сельца был обер-провиантмейстер Н. М. Походяшин, сын богатого уральского купца и промышленника М. М. Походяшина, заводы которого впоследствии были проданы в казну за 2,5 млн рублей. Новое владение Н. М. Походяшин заселил приписанными к заводам крестьянами, среди которых встречаются и имена сосланных на Урал поляков — участников восстания в Польше или их потомков.
В 1816 году Ново-Никольское купила Е. В. Бестужева-Рюмина, мать декабриста Михаила Бестужев-Рюмина, основавшая здесь в 1818 году небольшую ткацкую миткалевую фабрику, на которой трудились 35 рабочих.
Значительно выросло и крестьянское население в сельце Ново-Никольском.
В 1890 году в Ново-Никольском уже проживало 290 человек. В 1911 году здесь числились 65 крестьянских дворов, а при фабрике имелись больница и фабричная 2-классная школа Министерства народного просвещения, расположенная в двухэтажном кирпичном здании, верхний этаж которого занимала богадельня.
В 2005 году село Ново-Никольское вместе с дачным посёлком Опалихой и рядом других населённых пунктов вошло в городскую черту города Красногорска.
В северной части Опалихи от села сохранилась улица Ново-Никольская (Волоколамское шоссе за пределами населённого пункта).

## Население
Согласно переписи 1989 года, в Ново-Никольском значилось 472 хозяйства и 1 139 постоянных жителей, а в посёлке ткацкой фабрики 422 хозяйства и 844 обитателя.
По данным переписи 2002 года в селе было 484 жителя.

## Известные уроженцы
- Бестужева-Рюмина, Екатерина Васильевна (1748—1826) — заводчица, мать декабриста Михаила Бестужев-Рюмина.
- Воронин, Михаил Яковлевич (1945—2004) — советский гимнаст, двукратный олимпийский чемпион 1968 года, двукратный чемпион мира, заслуженный мастер спорта СССР, заслуженный тренер СССР.
- Елизаров, Сергей Михайлович (1922—1958) — Гвардии майор Советской Армии, участник Великой Отечественной войны, Герой Советского Союза (1945).
- Орлов, Виктор Васильевич (1940—2012) — российский художник-мозаичист.